# Simón de Rojas
Simón de Rojas (28 d'octubre de 1552, Valladolid - Madrid, 29 de setembre de 1624) va ser un sacerdot castellà de l'orde trinitari, conegut com a l'“Apòstol de l'Ave Maria” per la seva devoció envers la Mare de Déu. Va ser teòleg i escriptor d'assumptes religiosos, a més d'amic i benefactors dels pobres. Autor místic, la seva única obra conservada és La oración y sus grandezas, on vol unir a la pregària i la dimensió contemplativa de l'ànima, una dimensió activa, manifestada en les obres de misericòrdia.

## Biografia

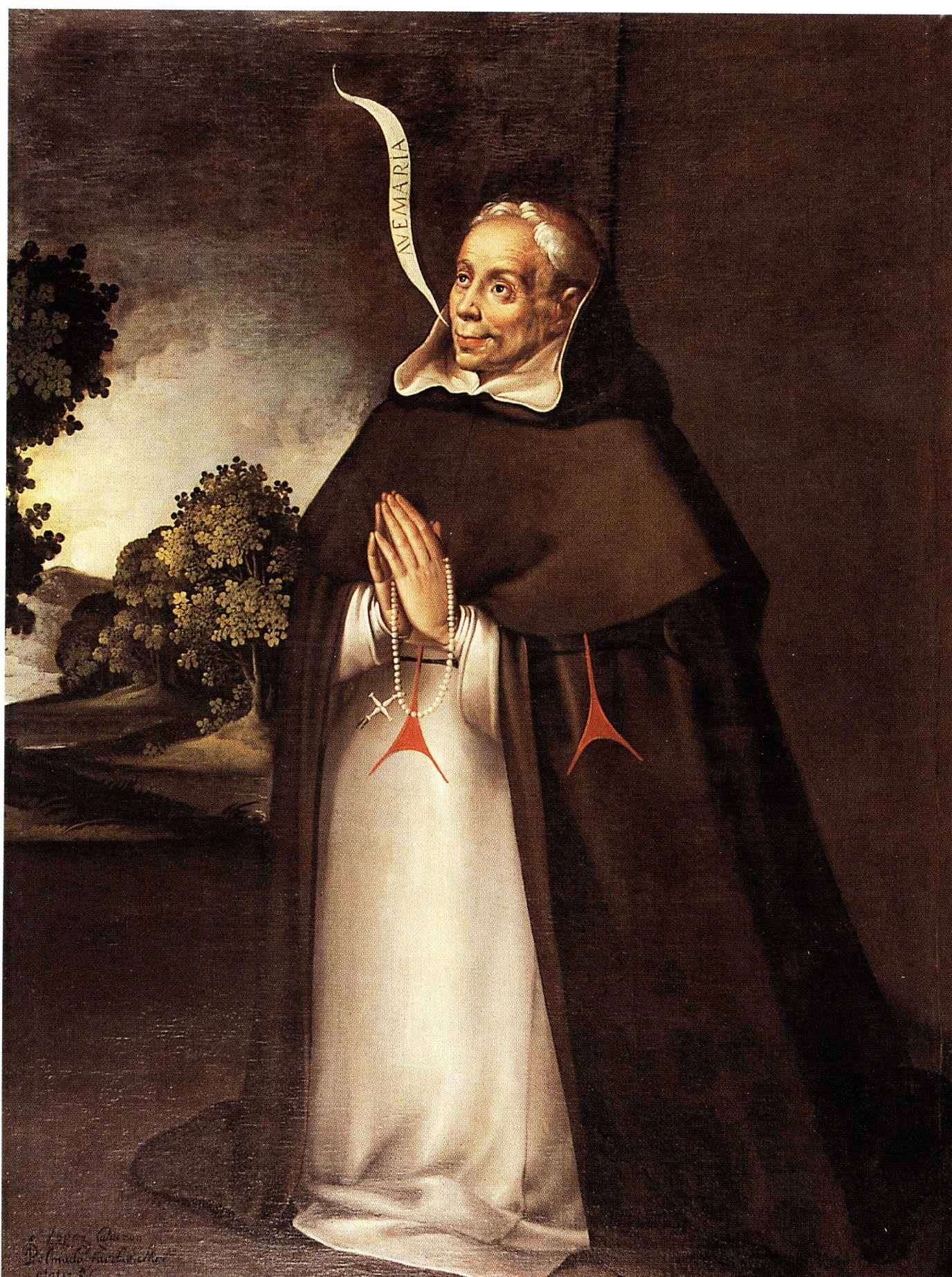
Oli del s. XVII, de Pedro el Mudo (Las Palmas, Fundación Montesdeoca)

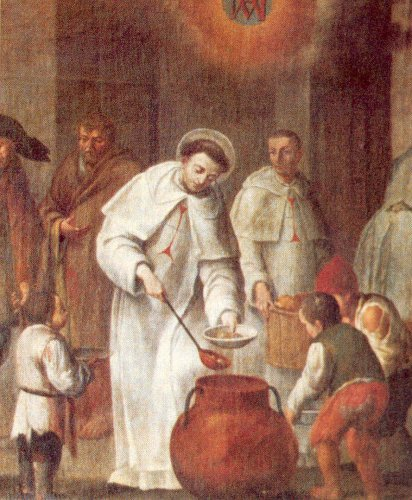
El sant donant menjar als pobres, quadre del s. XVII

Fou fill del carnisser val·lisoletà Gregorio Ruiz de Navamuel i de Costanza de Rojas. De petit ja va manifestar devoció i pietat. Atribuïa a la Mare de Déu el guariment, de petit, d'una malaltia que li afectava la parla: les primeres paraules que va dir van ser, llavors, "Ave Maria" i va consagrar la resta de la vida a difondre la devoció a Maria. Als dotze anys va entrar al monestir de la Santísima Trinidad de Valladolid, de frares trinitaris, i hi professà com a frare el 28 d'octubre de 1572, en fer els vint anys. Va estudiar a la Universitat de Salamanca entre 1573 i 1579 i es va ordenar prevere en 1577.
El pare Simón ensenyà filosofia i teologia a Toledo entre 1581 i 1587. Des del 1588 va ser superior de diversos monestirs de la seva província de Castella i va ser-hi enviat com a visitador en dues ocasions, i una a la d'Andalusia. El seu més gran goig era visitar els santuaris marians i pregar a la Mare de Déu. Els estudis teològics li van fer entendre millor el paper de Maria en la salvació de la humanitat i la santificació de l'Església. Sostenia que, per arribar a la perfecció cristiana, calia esdevenir "esclau" de Déu i de Maria. La pertinença a Maria, reflectida al lema "Totus tuus" ("tot teu") implicava la comuníó íntima amb Crist i, mitjançant l'Esperit, amb Déu Pare mateix. Per aquesta raó, va fundar la Congregació dels Esclaus del Dolç Nom de Maria, el 14 d'abril de 1612, per a la major glòria de la Trinitat, per a ajudar els pobres tot honorant la Mare de Déu.

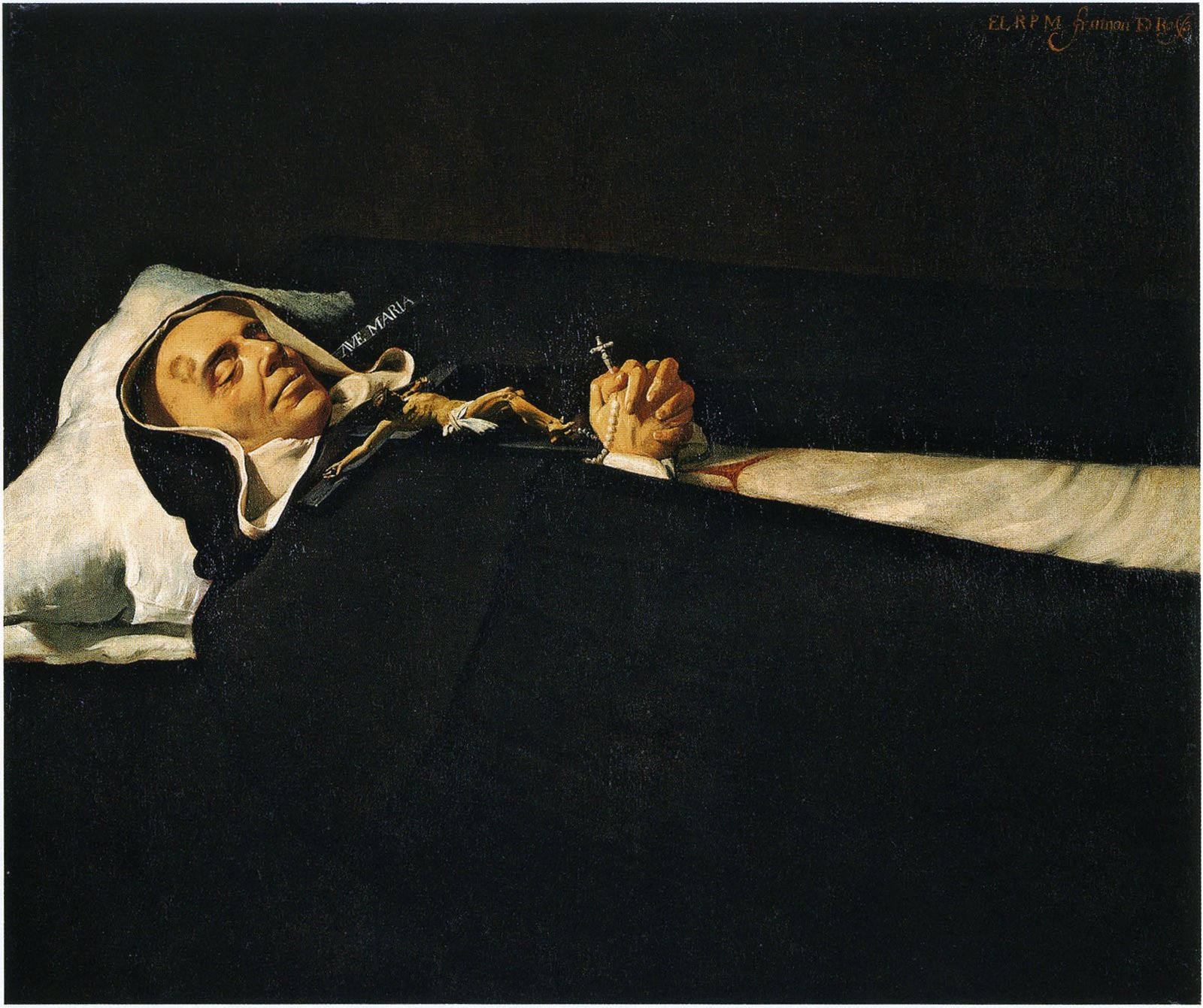
Simón de Rojas mort, pintat per Diego Velázquez el 1624 (Madrid, col. dels Ducs de l'Infantado.

El 1601 entrà al monestir trinitari d'Atocha, a Madrid. Havia estat nomenat confessor de la reina Margarida d'Àustria, a qui va administrar els últims sagraments quan va morir de sobrepart en 1611, com després faria amb Felip III. En 1619 va ser nomenat tutor dels infants reials i el 12 de maig de 1621 va ser elegit Provincial de Castella. Va acceptar els càrrecs amb la condició que se li permetés continuar la seva tasca d'ajut als necessitats. A la cort, va fer imprimir milers d'estampes de la Mare de Déu amb el lema "Ave Maria", que va repartir per tot arreu perquè la gent les pengés a casa seva. També repartia, amb la mateixa intenció de difondre la devoció mariana, rosaris amb 72 grans (un per cada any de vida de Maria, segons la tradició) i de color blau (en honor de la Immaculada Concepció): eren coneguts com a "rosaris de Simón de Rojas". Per influència seva, la inscripció "Ave Maria", en lletres d'or, es va posar a la façana del Palau Reial de Madrid.
L'1 de gener de 1622 va ser nomenat confessor de la reina Isabel de Borbó. El 5 de juny de 1622 va demanar a la Santa Seu l'aprovació d'un text litúrgic que havia redactat en honor del Nom de Maria; Innocenci XI el va fer obligatori per a tota l'Església. Va renunciar als bisbats de Valladolid i de Jaén, per als quals havia estat elegit.

## Veneració
El funeral va tenir un caràcter de canonització popular anticipada; durant dotze dies, els predicadors més celebrats de la cort van exaltar-ne les virtuts i santedat. Impressionat, el nunci papal va ordenar iniciar el seu procés de beatificació el 8 d'octubre de 1624. Va ser reconegut com a venerable per Climent XII el 25 de març de 1735, beatificat per Climent XIII el 19 de març de 1766 i, finalment, canonitzat el 3 de juliol de 1988, per Joan Pau II.

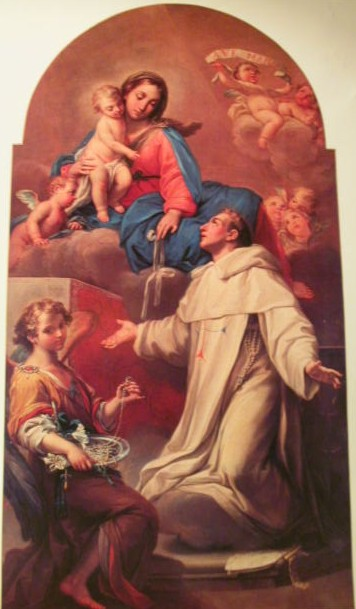
La Mare de Déu s'apareix al sant, quadre del s. XVII
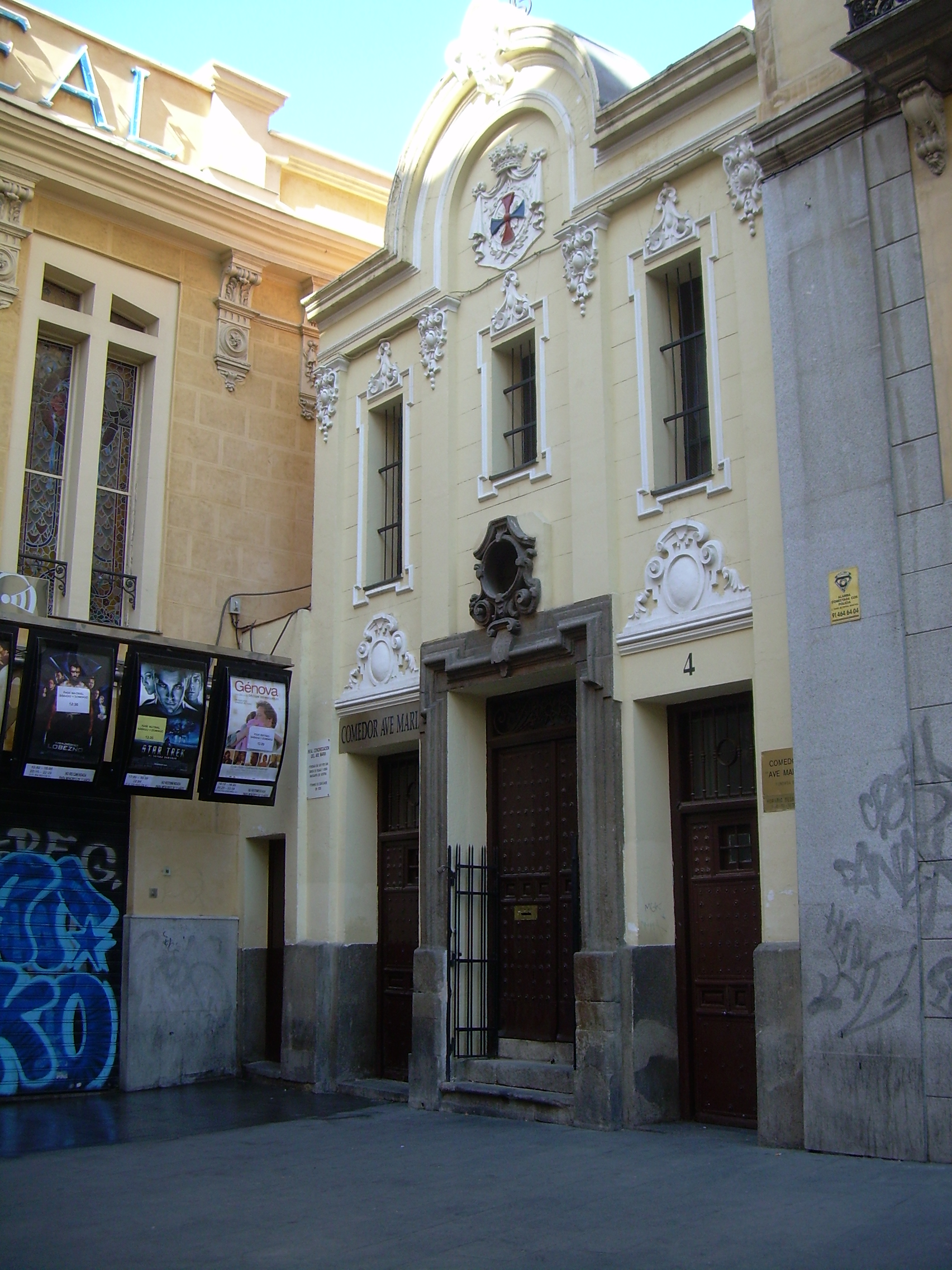
Capella i menjador de l'Ave Maria, a Madrid, fundats pel sant